# 勒帕
勒帕（法語：Le Pas，法語發音：[lə pa]）是法国马耶讷省的一个市镇，属于马耶讷区。

## 地理
勒帕（48°25'48"N, 0°41'59"W）面积21.9 平方千米，位于法国卢瓦尔河地区大区马耶讷省，该省份为法国西北部内陆省份，北起芒什省和奧恩省，西接伊勒-维莱讷省，南至曼恩-卢瓦尔省，东临萨尔特省。
与勒帕接壤的市镇（或旧市镇、城区）包括：库埃姆-沃塞、昂布里耶尔莱瓦莱、布勒塞、瓦索、科尔蒙河畔圣马尔。

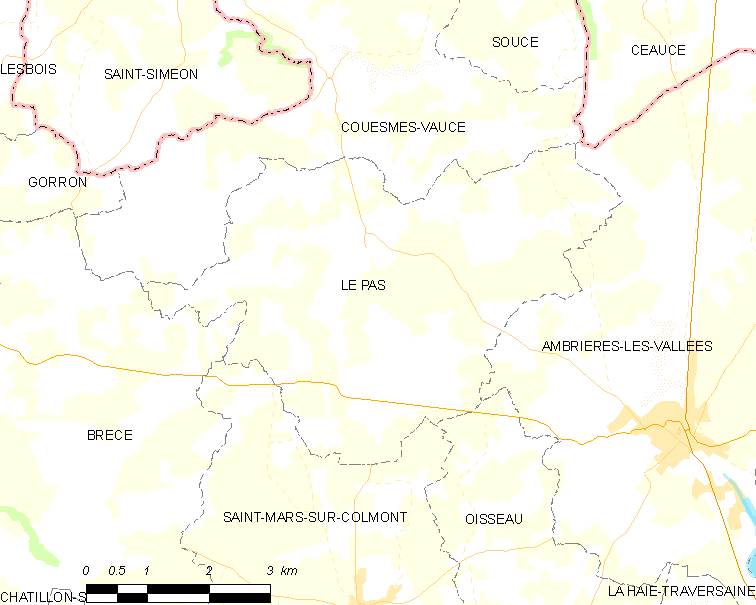
勒帕的OSM定位图

勒帕的时区为UTC+01:00、UTC+02:00（夏令时）。

## 行政
勒帕的邮政编码为53300，INSEE市镇编码为53176。

## 政治
勒帕所属的省级选区为戈龙县。

## 人口

1962-2008年间勒帕人口变化图示

勒帕于2022年1月1日时的人口数量为522人。